# Badminton bei den Juegos Deportivos Nacionales de Colombia 2019
Badminton wurde bei den Juegos Deportivos Nacionales de Colombia vom 18. bis zum 19. November 2019 in Cartagena in fünf Disziplinen gespielt.

## Medaillengewinner
| Disziplin    | Gold                                                           | Silber                                                    | Bronze                                                        |
| ------------ | -------------------------------------------------------------- | --------------------------------------------------------- | ------------------------------------------------------------- |
| Herreneinzel | Yamid Fabricio Gironza Montenegro                              | Diego Alexander Lopera Giraldo                            | Luis Miguel Camacho Borrero                                   |
| Herreneinzel | Yamid Fabricio Gironza Montenegro                              | Diego Alexander Lopera Giraldo                            | Giovanny Stiven Pulgarin Lopez                                |
| Dameneinzel  | Juliana Giraldo Andrade                                        | Karen Patiño Marin                                        | Laura Valentina Londoño Londoño                               |
| Dameneinzel  | Juliana Giraldo Andrade                                        | Karen Patiño Marin                                        | Natalia Romero Martinez                                       |
| Herrendoppel | Fabian Andres Ardila Pabon Sergio Armando Rincon Ochoa         | Mateo Barrientos Arroyave Diego Alexander Lopera Giraldo  | Jhon Fernando Berdugo Palacio Dainne Marulanda Cano           |
| Herrendoppel | Fabian Andres Ardila Pabon Sergio Armando Rincon Ochoa         | Mateo Barrientos Arroyave Diego Alexander Lopera Giraldo  | Hugo Esmith Andrade Moncayo Yamid Fabricio Gironza Montenegro |
| Damendoppel  | Juliana Giraldo Andrade Karen Patiño Marin                     | Laura Valentina Londoño Londoño Cristina Ramirez Morales  | Sara Julieth Avila Tirado Manuela Restrepo Franco             |
| Damendoppel  | Juliana Giraldo Andrade Karen Patiño Marin                     | Laura Valentina Londoño Londoño Cristina Ramirez Morales  | Maria Yulieth Perez Tangarife Luisa Fernanda Valero Medina    |
| Mixed        | Yamid Fabricio Gironza Montenegro Darcy Dayanna Andrade Burgos | Mateo Barrientos Arroyave Laura Valentina Londoño Londoño | Luis Miguel Camacho Borrero Paula Giseth Gonzalez Bernal      |
| Mixed        | Yamid Fabricio Gironza Montenegro Darcy Dayanna Andrade Burgos | Mateo Barrientos Arroyave Laura Valentina Londoño Londoño | Hugo Esmith Andrade Moncayo Natalia Romero Martinez           |